# Malaincourt-sur-Meuse

Malaincourt-sur-Meuse este o comună în departamentul Haute-Marne din nord-estul Franței. În 2009 avea o populație de 59 de locuitori.

## Evoluția populației
| An        | 1975 | 1982 | 1990 | 1999 | 2006 | 2009 |
| --------- | ---- | ---- | ---- | ---- | ---- | ---- |
| Populație | 74   | 81   | 74   | 52   | 59   | 59   |